# Joseph Murray Ince
Pour les articles homonymes, voir Ince.
Joseph Murray Ince (avril 1806 - 24 septembre 1859) est un peintre gallois.

## Biographie
Joseph Murray Ince naît en 1806 (certains critiques avancent Londres) et passe son enfance à Presteigne dans le Radnorshire. Déterminé à embrasser une carrière, Ince choisit immédiatement la peinture. De 1823 à 1826, il est élève auprès du peintre David Cox. En 1826 il déménage et expose à la Royal Academy.
En 1832, il fait beaucoup de dessins d'architecture ainsi que des vues des collèges d'Oxford et de Cambridge. Ince est maître de dessin à l'université de Cambridge dans les années 1830. Il se marie en 1834 mais perd sa femme lors de son accouchement. Vers 1835, il retourne à Presteign où il passe la plus grande partie de son temps, mais il doit garder le contact avec ses clients à Londres. Il hérite d'une propriété de ses parents qui complète le bon revenu qu'il tire de sa peinture. Il peint beaucoup de scènes maritimes et rurales, y compris la récolte et la coupe de bois, montrant ses contemporains et leurs animaux.
Mort le 24 septembre 1859, il est enterré au cimetière de Kensal Green à Londres. Ince est un bon peintre paysagiste à l'aquarelle. Certains de ses dessins sont exposés au musée de South Kensington et dans la salle des gravures du British Museum.
Une plaque bleue est apposée sur son ancienne maison du Powys et un monument a été érigé à sa mémoire à Presteigne.